# Federação Mato-grossense de Atletismo
Federação de Atletismo de Mato Grosso (FAMT) foi criada em 24 de março de 1979, em Cuiabá. O primeiro presidente eleito da FAMT foi o professor Expedito Sabino tendo como vice-presidente João Bosco da Silva.
O estatuto da FAMT contém 14 capítulos e foi homologado em 7 de agosto de 1980. Para atender a legislação atual, o documento foi atualizado em 31 de agosto de 2021, passando a ter 15 capítulos.
A FAMT é filiada à Confederação Brasileira de Atletismo (CBAt) e tem entre as finalidades da entidade estão dirigir, difundir e incentivar o atletismo no estado, representar o atletismo junto ao Poder Público estadual, representar o atletismo no Brasil e no exterior de acordo com as competências da CBAt, promover, mediante autorização da CBAt, competições nacionais e internacionais no estado, entre outras atribuições.

## Lista de presidentes e vice-presidente
| Período   | Presidente                       | Vice-presidente                  | Ref.        |
| --------- | -------------------------------- | -------------------------------- | ----------- |
| 1979–1980 | Expedito Sabino                  | João Bosco da Silva              | [ 1 ]       |
| 1981–1982 | Sebastião Moreira da Silva       | Francisco Munis Rodrigues        | [ 1 ]       |
| 1983–1984 | Valtemir Aparecido da Silva      | George Sampaio de Freitas        | [ 1 ]       |
| 1985–1987 | Odenir Vandovi                   | Ismael Carneiro de Almeida Rocha | [ 1 ]       |
| 1988      | Ismael Carneiro de Almeida Rocha | —                                | [ 1 ]       |
| 1989–1990 | Wilson Eustáquio Bregunci        | Carlos Alberto Metelo            | [ 1 ]       |
| 1991–1992 | Wilson Eustáquio Bregunci        | Luiz Pereira                     | [ 1 ]       |
| 1993–1997 | Wilson Eustáquio Bregunci        | Paulo Piovesani                  | [ 1 ]       |
| 1997–2001 | Wilson Eustáquio Bregunci        | José Luiz Paes de Barros         | [ 1 ]       |
| 2002–2005 | José Carlos de Lara Pinto        | Wilson Eustáquio Bregunci        | [ 1 ]       |
| 2006–2009 | José Carlos de Lara Pinto        | Francisco Antonio da Silva       | [ 1 ]       |
| 2010–2013 | Francisco Antonio da Silva       | José Carlos de Lara Pinto        | [ 1 ] [ 2 ] |
| 2014–2017 | Francisco Antonio da Silva       | Tomires Campos Lopes             | [ 1 ] [ 2 ] |
| 2018–2021 | Tomires Campos Lopes             | Maiara Paula e Silva             | [ 1 ] [ 3 ] |
| 2021–2024 | Tomires Campos Lopes             | Nelson Ramos de Andrade          | [ 1 ] [ 3 ] |